# Spray (Oregón)
Spray es una ciudad ubicada en el condado de Wheeler en el estado estadounidense de Oregón. En el año 2000 tenía una población de 140 habitantes y una densidad poblacional de 235 personas por km².

## Geografía
Spray se encuentra ubicada en las coordenadas 44°49′59″N 119°47′40″O / 44.83306, -119.79444.

## Demografía
Según la Oficina del Censo en 2000 los ingresos medios por hogar en la localidad eran de $23,250, y los ingresos medios por familia eran $24,500. Los hombres tenían unos ingresos medios de $19,250 frente a los $20,000 para las mujeres. La renta per cápita para la localidad era de $14,955. Alrededor del 21% de la población estaban por debajo del umbral de pobreza.

## Localidades adyacentes
Diagrama de las localidades a un radio de 16 km a la redonda de Spray. 